# Grignoncourt
Grignoncourt är en kommun i departementet Vosges i regionen Grand Est (tidigare regionen Lorraine) i nordöstra Frankrike. Kommunen ligger i kantonen Lamarche som tillhör arrondissementet Neufchâteau. År 2022 hade Grignoncourt 47 invånare.

## Befolkningsutveckling
Antalet invånare i kommunen Grignoncourt
| Referens: INSEE |